# 注册会计师
注册会计师，又称CPA（英語：Certified Public Accountant），一般是在各国相关管理机构或协会取得认证注册，接受委托从事审计、会计咨询、会计服务的专业人士。全球第一个国家采用注册会计师（CPA）作为会计师专业简称的是美国，故美国会计师可以說是全球注册会计师（CPA）的始祖。

## 香港
分為「會計師」（專業簡寫CPA，Certified Public Accountant）及「資深會計師」（專業簡寫FCPA，Fellow Certified Public Accountant），另執業會員可註有「執業」（Practising），為香港唯一法定之執業會計師資格。

### 國際認可
香港會計師公會與以下海外專業會計組織簽訂協議，會員享有申請此等團體的會籍及於當地執業的資格：
- 特許公認會計師公會（ACCA）
- 英格蘭及威爾斯特許會計師公會（ICAEW）
- 蘇格蘭特許會計師協會（ICAS）
- 愛爾蘭特許會計師協會（ICAI）
- 美國國際資格評審委員會（IQAB，代表美國國家會計委員會全國聯合會及美國會計師公會）
- 加拿大特許會計師協會（CICA）
- 國際會計師公會（AIA）
- 澳洲特許會計師協會（ICAA）
- 澳洲會計師公會（CPA Australia）
- 新西蘭特許會計師協會（NZICA）
- 南非特許會計師協會（SAICA）
- 津巴布韋特許會計師協會（ICAZ）

## 中国大陆
在中国大陆，注册会计师是指依《中华人民共和国注册会计师法》及其他相关法律法规取得注册会计师证书，并接受委托从事审计和会计咨询、会计服务业务的执业人员。截至2015年6月30日，中注协体会员（会计师事务所）总数8331家，个人会员总数210509人，其中注册会计师100601人，非执业会员109908人。

### 资格考试
在中国大陆，成为注册会计师需要通过中国注册会计师协会组织的注册会计师全国统一考试。
考试划分为专业阶段考试和综合阶段考试。考生在通过专业阶段考试的全部科目后，才能参加综合阶段考试。专业阶段考试设会计、审计、财务成本管理、公司战略与风险管理、经济法、税法6个科目；综合阶段考试设职业能力综合测试1个科目。每科考试均实行百分制，60分为成绩合格分数线。
专业阶段考试的单科考试合格成绩5年内有效。对在连续5个年度考试中取得专业阶段考试全部科目考试合格成绩的考生，财政部考委会颁发注册会计师全国统一考试专业阶段考试合格证书。对取得综合阶段考试科目考试合格成绩的考生，财政部考委会颁发注册会计师全国统一考试全科考试合格证书。
2014年4月23日，经财政部部务会议决定，删除《注册会计师全国统一考试办法》第十三条第二款中的“综合阶段考试科目应在取得注册会计师全国统一考试专业阶段考试合格证书后5个年度考试中完成。”
2012年注册会计师考试实施改革，实施无纸化考试。
同时符合下列条件的中国公民，可以报名参加注册会计师的资格考试：
1. 具有完全民事行為能力；
2. 具有高等专科以上学校毕业学历（包含统招、自考、成考、党校凡是被教育部承认的学历），或者具有会计或者相关专业中级以上技术职称（相关专业是指审计、统计、经济）。[4]

### 注册
取得全科合格证，并从事审计业务工作二年以上的，可以向省级注册会计师协会申请注册。

### 业务范围
注册会计师的业务包括审计业务，非审计鉴证业务，税务服务，管理咨询和会计服务等业务。其中，审计业务属于注册会计师的法定业务，非注册会计师不得承办。
审计业务主要包括：
1. 审查企业会计报表，出具审计报告；
2. 验证企业资本，出具验资报告；
3. 办理企业合并、分离、清算事宜中的审计业务，出具有关报告；
4. 办理法律、行政法规规定的其他审计业务。

非审计鉴证业务包括：
1. 财务报表的审阅；
2. 预测性财务信息审核；
3. 内部控制审核等。

税务服务包括：
1. 税务代理；
2. 税收筹划。

### 从属关系
在中国大陆，注册会计师不得以个人名义承接业务，而只能通过会计师事务所承接。
中国注册会计师协会（CICPA）是中国大陆注册会计师的全国性行业组织，受财政部和民政部的监督、指导，负责注册会计师行业的监督、管理以及拟定行业准则、规则。

### 国际认可
- 中国的注册会计师资格持有人，只要多考特许公认会计师公会（ACCA）另外8科考试卷，合格便可以成为特许公认会计师（ACCA）。
- 符合指定條件的中国注册会计师协会会员，可獲豁免香港會計師公會（HKICPA）之QP（Qualification Programme）其中3科。
- 每年中国注册会计师协会（CICPA）會推薦50名注册会计师參加英格蘭及威爾斯特許會計師協會（ICAEW）的專業考試，從而成為英格蘭及威爾斯特許會計師（ACA）。

## 台灣
在台灣，依據中華民國《會計師法》規定：中華民國人民，經會計師考試及格，領有會計師證書、取得會計師資格者，得充任會計師。

### 國際認可
- 台灣會計師考試及格者，得申請抵考國際內部稽核師（Certified Internal Auditor, CIA）四門考試的第四部份：經營管理技能（Business Management Skills）。
- 英國國際會計師公會（The Association of International Accountants, AIA）同意台灣執業會計師通過兩門專業科目考試後，可換取英國會計師執業資格[6]。